# Pentadecàedre
Un pentadecàedre o pentadecaedre és un políedre que té quinze cares. Cap pentadecàedre és regular. Hi ha moltes formes topològicament diferents del pentadecàedre com, per exemple, la piràmide tetradecagonal o el prisma tridecagonal.
Hi ha 23.833.988.129 pentadecàedres convexos topològicament diferents, excloent les imatges de mirall, que tenen almenys 10 vèrtexs.